# Rhopalomyzus hissarica
Rhopalomyzus hissarica är en insektsart. Rhopalomyzus hissarica ingår i släktet Rhopalomyzus och familjen långrörsbladlöss. Inga underarter finns listade i Catalogue of Life.